# جيمس موراي (ممثل)
جيمس موراي (بالإنجليزية: James Murray)‏ هو ممثل أمريكي، ولد في 9 فبراير 1901 بذا برونكس في الولايات المتحدة، وتوفى في 11 يوليو 1936 بنيويورك في الولايات المتحدة.

## أعمال

### أفلام
- (1928) الحشد
- (1935) المخبر

## وصلات خارجية
- جيمس موراي على موقع IMDb (الإنجليزية)
- جيمس موراي على موقع الموسوعة البريطانية (الإنجليزية)
- جيمس موراي على موقع أول موفي (الإنجليزية)
- جيمس موراي على موقع قاعدة بيانات الأفلام السويدية (السويدية)
- جيمس موراي على موقع قاعدة بيانات الفيلم (الإنجليزية)
- جيمس موراي على موقع كينوبويسك (الروسية)